# Christy Doran
Christy Doran (Greystones, 21 juni 1949) is een Iers/Zwitsers jazzgitarist.

## Biografie
Doran verhuisde op 11-jarige leeftijd met zijn gezin naar Luzern, waar hij sindsdien woont. Via zijn vader, een balladzanger,  kwam hij in contact met muziek en werd als tiener beïnvloed door de muziek van Jimi Hendrix en John Coltrane. Hij volgde de conservatoria van Bern en Luzern en de Bern Jazz School. Gedurende deze tijd speelde hij in 1969 en 1970 in de Jazz-Rock-Experience van Bruno Spoerri en Hans Kennel. In 1972 formeerde hij de elektricjazzband OM met Bobby Burri, Urs Leimgruber en Fredy Studer, waar vooral Doran verantwoordelijk was voor de composities. De band toerde met succes door Europa, trad op tijdens het Montreux Jazz Festival en bracht vervolgens vijf platen uit. Doran speelde voor OM tot de ontbinding in 1982.
In 1984 werkte Doran als drummer in zijn eigen septet met Norma Winstone, Urs Leimgruber, Rosko Gee, Trilok Gurtu, Dom Um Romão en zijn jongere broer Dave Doran. Van 1985 tot 1987 speelde hij met Studer en gitarist Stephan Wittwer in de band Red Twist & Tuned Arrow (cd 1985). Hij trad vervolgens op met Studer en Burri en met Olivier Magnenat als de tweede contrabassist. Een tweede contrabasproject begon in 1994 met Jamaaladeen Tacuma en Jean-François Jenny-Clark. Hij verscheen voor het eerst in een duo in 1989 met de trombonist Ray Anderson (later als een trio met Han Bennink). Doran speelde met de Amerikaanse fluitist Robert Dick en de Britse drummer Steve Argüelles in het trio A.D.D. Tussen 1993 en 1996 hadden Doran en Studer hun eerste Jimi Hendrix-project (met Amin Ali, Phil Minton en Tom Cora en Django Bates. In een later project werkten ze samen met Erika Stucky en Kim Clarke). Met John Wolf Brennan en Patrice Héral vormde Doran een trio, dat later werd uitgebreid met zanger Bruno Amstad.
In 1997 formeerde Doran zijn New Bag met Bruno Amstad (zang), Fabian Kuratli (drums) en Wolfgang Zwiauer (e-bas), die werd uitgebreid met de Zuid-Indiase mridangam-speler Muthuswamy Balasubramoniam en de toetsenist Hans-Peter Pfammatter. In 2013 werd de band omgezet met zangeres Sarah Buechi, toetsenist Vincent Membrez en drummer Lionel Friedli. Hij speelde ook met Reto Weber en Albert Mangelsdorff en in een trio met Heiri Känzig en Fabian Kuratli. Hij speelde ook met Sonny Sharrock en sinds 2007 af en toe in de hereniging van OM. Hij heeft cd's opgenomen met Marty Ehrlich, Hank Roberts, Gary Thomas, Mark Helias, Bobby Previte en Airto Moreira. 
Doran was ook mede-oprichter van de Jazz School Lucerne (nu de Lucerne School of Music) in 1972, waar hij sindsdien gitaar, jazz en vrije improvisatie doceert. Naast lesgeven schrijft hij ook muziek voor theater, film en ballet. Hij is getrouwd en vader van twee zonen. De broers en zussen van Doran, drummer Dave en saxofonist Brigeen Doran, zijn ook jazzmuzikanten. In 2003 ontving Doran de prijs voor kunst en cultuur van de stad Luzern.

## Discografie
- 1984: Harsh Romantics (Synton)
- 1988: Christy Doran/John Wolf Brennan Henceforward (Leo Records)
- 1994: Ray Anderson/Han Bennink/Christy Doran Azurety (hat)
- 1979-1984: Fredy Studer/Christy Doran Half a Lifetime (dubbel-cd met talrijke verdere muzikanten) (Unit Records)
- 1999: Bruno Spoerri-Doran-Weber-Mangelsdorff Shake, Shuttle and Blow (Enja Records)
- 2004: Doran-Stucky-Studer-Clarke Jimi (Double Moon Records)
- 2005: Doran-Fritz Hauser-Leimgruber-Hans-Peter Pfammatter La Fourmi (Creative Works Records)
- 2005: New Bag: Now's the Time (Between the Lines)
- 2009: Triangulation: Whirligigs met John Wolf Brennan, Bruno Amstad und Patrice Héral, (Leo Records)
- 2011: New Bag: Take the Floor and Lift the Roof, met Bruno Amstad, Dominik Burkhalter, Vincent Membrez (Double Moon Records)
- 2013: New Bag: Mezmerized (Double Moon)
- 2018: Undercurrent – Live at Theater Gütersloh (Intuition)
- 2019: Christy Doran's Sound Fountain: For the Kick of It (Between the Lines)